# Frank Luke
Frank Luke Jr. (ur. 19 maja 1897 w Phoenix, zm. 29 września 1918 w okolicach Murvaux) – amerykański as myśliwski z czasów I wojny światowej. Był specjalistą w niszczeniu balonów obserwacyjnych, które stanowiły 14 z jego zwycięstw. Należał do grona asów posiadających tytuł honorowy Balloon Buster.

## Wyszkolenie
Frank Luke urodził się w Phoenix w stanie Arizona. We wrześniu 1917 wstąpił do US Army Signal Corps, które szkoliło pilotów wojskowych w School of Military Aeronautics w Austin w stanie Texas; następnie szkolił się w San Diego. Szkolenie bojowe odbył we Francji. W sierpniu 1918 otrzymał przydział do 27 eskadry, należącej do 1 Grupy Pościgowej.

## Kariera pilota myśliwskiego
Pierwsze zwycięstwo odniósł na początku września, niszcząc niemiecki balon obserwacyjny. W połowie miesiąca miał już 11 zestrzeleń. Największy sukces odniósł 18 września, zestrzeliwując dwa balony i trzy samoloty. Nie był jednak z tego powodu szczęśliwy, ponieważ stracił przyjaciela Josepha Wehnera, również asa myśliwskiego, posiadającego tytuł Balloon Buster.
Od tej pory walczył z jeszcze większą brawurą, wielokrotnie wracając na samolotach tak uszkodzonych ogniem wroga, że nadających się już tylko do kasacji.

## Ostatnia walka
29 września 1918 w rejonie Murvaux Frank Luke zaatakował i zapalił trzy Dracheny. Podczas walki jego SPAD S.XIII został trafiony przez obronę przeciwlotniczą, a sam Luke odniósł rany. Mimo to walczył nadal, atakując oddziały niemieckiej piechoty. Podczas kolejnego nawrotu silnik samolotu zgasł i Luke musiał lądować awaryjnie w polu. Otoczony przez niemieckich piechurów, nie zamierzając się poddać, Frank Luke wyciągnął swojego Colta i zaczął strzelać. Żołnierze niemieccy odpowiedzieli ogniem i jedna z kul ugodziła śmiertelnie Amerykanina.
Za swoje czyny Frank Luke został pośmiertnie odznaczony najwyższym amerykańskim wyróżnieniem – Medalem Honoru.

## Odznaczenia
- Medal Honoru
- Krzyż za Wybitną Służbę (dwukrotnie)
- Krzyż Zasługi Wojennej (odznaczenie włoskie)